# 马尼拉：在霓虹灯的魔爪下
《马尼拉：在霓虹灯的魔爪下》（菲律宾语：Maynila, sa mga Kuko ng Liwanag），是一部1975年由菲律宾导演利诺·布罗卡执导的剧情电影。本片被许多人认为是有史以来最伟大的菲律宾电影之一。

## 评价
在影评网站烂番茄上，本片得到了100%的好评率，平均得分为8.4分（满分10分）。《纽约时报》将此片列入其“影评人之选”，并称赞道“影片那直观、深刻的沉浸式现实主义是它最吸引人的地方之一，很大程度上是因为本片不只是关于一个年轻的菲律宾男人的故事，同时也是对1970年代马尼拉的一个纪录缩影”。